# Smith Act
L'Alien Registration Act de 1940, plus connu sous le nom Smith Act, est une loi du Congrès américain, proposée par Howard W. Smith et promulguée le 22 juin 1940, sous la gouvernance du 76e Congrès des États-Unis, qui rend illégal tout agissement visant à renverser le Gouvernement des États-Unis, et qui oblige tout résident américain étranger à s'inscrire auprès des autorités.
Cette loi permit d'inculper et d'emprisonner des militants communistes, et donna lieu notamment aux procès des dirigeants du Parti communiste des États-Unis (en) de 1949 à 1958, mais également de poursuivre des militants d'extrême-droite notamment en 1944 avec le Great Sedition Trial où trente nationalistes américains ou étrangers furent accusés de sédition.